# Frontenac (stacja metra)
Frontenac – stacja metra w Montrealu, położona na linii zielonej. Obsługiwana przez Société de transport de Montréal (STM). Znajduje się pod Rue Ontario, w dzielnicy Ville-Marie.